# Maurice Kottelat
Maurice Kottelat (ur. 1957 w Delémont w Szwajcarii) – szwajcarski akwarysta, ichtiolog, absolwent Université de Neuchâtel w Szwajcarii, uhonorowany tytułem doktora honoris causa tejże uczelni. Jego zainteresowania badawcze obejmują ekologię i systematykę ryb, głównie słodkowodnych, zwłaszcza z rodzin przylgowatych, Nemacheilidae, karpiowatych, łososiowatych i Sisoridae. Jest światowym autorytetem w taksonomii ryb słodkowodnych Europy i Azji.

## Studia
Maurice Kottelat rozpoczął studia w 1976 na Uniwersytecie w Neuchâtel, gdzie uzyskał dyplom w 1987 roku. W 1990 roku otrzymał tytuł doktora na Uniwersytecie Amsterdamskim.

## Praca
W 1980 wyjechał do Tajlandii, gdzie rozpoczął badania ryb słodkowodnych. W 1997 opublikował rewizję taksonomiczną rodzaju Coregonus. 
Wraz z Tan Heok Hui, kuratorem Raffles Museum of Biodiversity Research w Singapurze, pracowali na Sumatrze, gdzie odkryli Paedocypris progenetica – jedną z najmniejszych ryb świata.
Kottelat przeprowadził liczne wyprawy naukowe. Opisał ponad 440 gatunków ryb. Jest założycielem i redaktorem naczelnym kwartalnika naukowego Ichthyological Explorations of Freshwaters, honorowym pracownikiem naukowym Raffles Museum of Biodiversity Research. Od 1997 do 2007 był prezesem Europejskiego Towarzystwa Ichtiologicznego. Jest autorem 280 publikacji naukowych, w tym ośmiu książek.
4 listopada 2006, w trakcie uroczystości Dies academicus na University of Neuchâtel, Kottelat otrzymał tytuł doktora honoris causa, w uznaniu jego prac nad różnorodnością biologiczną wód.

## Wybrane publikacje
- 1990 Maurice Kottelat: Indochinese nemacheilines: A revision of nemacheiline loaches (Pisces:Cypriniformes) of Thailand, Burma, Laos, Cambodia, and southern Viet Nam. ISBN 978-3923871476.
- 1996 Maurice Kottelat: Freshwater Biodiversity in Asia: With Special Reference to Fish[7].
- 1997 Maurice Kottelat: European freshwater fishes. An heuristic checklist of the freshwater fishes of Europe (exclusive of former USSR), with an introduction for non - systematists and comments on nomenclature and conservation[3].
- 1997 Maurice Kottelat: Freshwater Fishes of Western Indonesia and Sulawesi. ISBN 0-945971-60-5.
- 1998 Maurice Kottelat: Fishes of Brazil - An Aid to the Study of Spix and Agassiz's (1829-31) Selecta Genera et Species Piscium Brasiliensium[8].
- 2001 Maurice Kottelat: Fishes of Laos[8].
- 2001 Maurice Kottelat: Freshwater fishes of Northern Vietnam: A preliminary check-list of the fishes known or expected to occur in Northern Vietnam : with comments on systematics and nomenclature[8].
- 2007 Maurice Kottelat & Jörg Freyhof: Handbook of European Freshwater Fishes. ISBN 978-2-8399-0298-4.
- 2012 Maurice Kottelat. Conspectus cobitidum: an inventory of the loaches of the world (Teleostei: Cypriniformes: Cobitoidei). „The Raffles Bulletin of Zoology”. Suppl. (26). s. 1-199. (ang.). (pdf)